# Pseudechidna brummeri
Pseudechidna brummeri es una especie de pez de la familia de los morénidas en el orden de los Anguilliformes.

## Morfología
Los machos pueden llegar a alcanzar los 103 cm de longitud total.

## Distribución geográfica
Se encuentra desde el oeste del Índico hasta Samoa e Islas Ryukyu.